# Saint-Apollinaire (Côte-d'Or)
 Saint-Apollinaire  es una población y comuna francesa, en la región de Borgoña, departamento de Côte-d'Or, en el distrito de Dijon y cantón de Dijon-1.

## Demografía
| 460 | 607 | 1152 | 2403 | 3795 | 4611 | 5577 | 5025 |
| Para los censos de 1962 a 1999 la población legal corresponde a la población sin duplicidades (Fuente: INSEE [Consultar]) |     |      |      |      |      |      |      |

Forma parte de la aglomeración urbana de Dijon.